# 奇蹟時間補時
《奇蹟時間補時》（기적의 시간 로스타임）是從2016年2月10日開始，在KBS2播出的電視劇。

## 登場人物

### 全劇演出
中繼
- 主播 - 金聖柱
- 解說 - 鄭聖豪

裁判
- 主裁 - 韓盛植
- 助理裁判1 - 崔宰燮
- 助理裁判2 - 陸同一
- 電子板 - 李準石

### 第一集
本集改編自日版第9節「宅男篇」
- 尹達洙 - 奉太奎
- 急救人員 - 林河龍
- 淑子阿姨 - 黃英熙
- 尹達熙 - 孫淡妃
- 英哲 - 正憲

### 第二集
- 單皓 - 林智圭
- 惡劣便利店主 - 林河龍
- 單皓母親 - 成炳淑
- 邢植 - 白峯基
- 邢植英哲母親 - 黃英熙
- 惠善 - 裴貞花

## 外部連結
- KBS（页面存档备份，存于）